# Hlinnaje
Hlinnaje (biał. Гліннае; ros. Глинное, Glinnoje) – wieś na Białorusi, w obwodzie witebskim, w rejonie dokszyckim, w sielsowiecie Berezyna. W 2009 roku liczyła 509 mieszkańców.